# Деймах (син на Нелей)
Вижте пояснителната страница за други значения на Деймах.
Деймах (на старогръцки: Δηίμαχος, Deimachos) в древногръцката митология е син на Нелей, царят на Пилос и на Хлорида, дъщеря на Амфион. Брат е на Перо, Аластор, Антимен, Евагор, Тавър, Астерий, Пилаон, Еврибий, Епилай, Хромий, Периклимен и Нестор.
Херакъл завладява Пилос и убива Деймах и братята му. Само Нестор остава жив.